# Носуля Артем Миколайович
Арте́м Микола́йович Носуля — підполковник Збройних сил України, учасник російсько-української війни, відзначився у ході російського вторгнення в Україну.

## Життєпис
Мешканець м. Золотоноша, Черкаська область. 
У 2020 році балотувався до складу депутатів Черкаської обласної ради 8-го скликання під №48 за округом 7 за списком від Всеукраїнського об'єднання «Черкащани».
Військовослужбовець військової частини А-1402 (156-й зенітний ракетний полк). Відзначився під час російського вторгнення в Україну 2022 року. Нагороджений орденом Данила Галицького.

## Нагороди
- Орден Данила Галицького (2022) — за особисту мужність і самовіддані дії, виявлені у захисті державного суверенітету та територіальної цілісності України, вірність військовій присязі. [3]